# Eduard Magnus Jakobson
Eduard Magnus Jakobson (ur. 5 lutego 1847 w Torma, zm. 2 lipca 1903 w Tallinnie) – estoński drzeworytnik, działacz lokalnego odrodzenia narodowego i pastor baptystyczny, brat Carla Roberta. 
Urodził się w rodzinie nauczyciela muzyki Adama Jakobsona. Od 1874 studiował drzeworytnictwo w Petersburgu pod kierunkiem Augusta Daugella. W 1884 przeprowadził się do Rygi, gdzie założył cztery lata później zakład drzeworytniczy.
Był działaczem estońskiego odrodzenia narodowego. W 1866 po raz pierwszy opublikował swoje artykuły w piśmie Eesti Postimees. Zaprojektował winietę estońskiego czasopisma narodowego Sakala. Wedle szacunków Aleksandra Tassy zostawił po sobie prawie 2,5 tys. drzeworytów. 
W dzieciństwie został ochrzczony w obrządku ewangelicko-augsburskim, jednak w 1867 pod wpływem swojego nauczyciela Augusta Daugella związał się z ruchem baptystycznym. Dwa lata później przyjął w Petersburgu chrzest w tym rycie. Od 1881 do 1884 był zaangażowany w działalność Brytyjskiego i Zagranicznego Towarzystwa Biblijnego. W 1895 rozpoczął posługę pastora w Tallinnie i Parnawie, którą sprawował do śmierci. 

## Wybrane publikacje ilustrowane przez Jakobsona
- A-B-D-raamat: Eesti ja Vene keele Esimiseks lugema õppimiseks lastele
- Carl Robert Jakobson: Uus Aabitsa-raamat
- Carl Robert Jakobson: Kooli Lugemise raamatu
- Carl Robert Jakobson: Teadus ja seadus põllul
- Johan Reinhold Aspelin: Muinaisjäännöksiä Suomen suvun asumus-aloilta
- Heinrich Laakmann/Eduard Magnus Jakobson: Laste Sõber
- Heinrich Laakmann/Eduard Magnus Jakobson: Siioni sõnumetooja leht